# کرم آتاکان کسگین
کرم آتاکان کسگین (انگلیسی: Kerem Atakan Kesgin؛ زادهٔ ۵ نوامبر ۲۰۰۰) بازیکن فوتبال اهل ترکیه است.
از باشگاه‌هایی که در آن بازی کرده‌است می‌توان به باشگاه فوتبال بوکاسپور اشاره کرد.
وی همچنین در تیم‌های ملی فوتبال جوانان، زیر ۲۰ سال  و زیر ۲۱ سال ترکیه بازی کرده‌است.